# مجنون عشق
«دیوانه در عشق» تک‌آهنگی از هنرمند اهل ایالات متحده آمریکا بیانسه، جی-زی است که در سال ۲۰۰۳ میلادی منتشر شد.
این تک‌آهنگ در چارت‌های ، ایرلند، در رتبه اول و در چارت‌های ، ایتالیا، نروژ، استرالیا، اسپانیا، دانمارک، سوئد، فلاندرز، سوئیس، نیوزلند، اتریش جزو ده ترانه اول قرار گرفت.